# Jacob Reineggs
Jacob Reineggs (* 28. November 1744 in Eisleben; † 7. April 1793 in Sankt Petersburg) ursprünglich Christian Rudolf Ehlich, war ein deutscher Abenteurer und Diplomat des 18. Jahrhunderts.

## Leben
Der aus Sachsen stammende Reineggs übte in seiner Jugend viele verschiedene Berufe aus. So war er Bader in Leipzig, Schauspieler in Wien, Arzt in Ungarn und Naturforscher in Polen. Später reiste er in die Türkei und weiter nach Georgien, wo er das Vertrauen des Königs Irakli II. erlangte, der Reineggs zu seinem Hofarzt machte. 1782 übersiedelte er nach Sankt Petersburg, wo er einer der Vertrauten des Fürsten Potjomkin wurde. Er nahm an einigen russischen diplomatischen Missionen im Kaukasus teil, wo er eine nicht unbedeutende Rolle bei der Unterzeichnung des Vertrags von Georgijewsk von 1783 spielte. Am Ende seines Lebens war er Kollegiumsrat, Direktor der chirurgischen Lehranstalt und Sekretär des Medizinischen Kollegiums. 1786 wurde er zum korrespondierenden Mitglied der Göttinger Akademie der Wissenschaften gewählt. Am 5. Januar 1792 wurde er mit dem Beinamen Jason VI. zum Mitglied (Matrikel-Nr. 941) der Leopoldina gewählt.

## Werke
Zu seinen bekanntesten Werken gehört die Allgemeine historisch-topographische Beschreibung des Kaukasus.